# الرابطة البرلمانية 1969–70
الرابطة البرلمانية 1969–70 (بالإنجليزية: 1969–70 Isthmian League)‏ هو موسم من دوري إسثميان. فاز فيه نادي إِنفيلد ‏.